# Residenza di Gwalior
La Residenza di Gwalior (in inglese: Gwalior Residency) era un'agenzia dell'India britannica.

## Geografia
La popolazione della Residenza di Gwalior era di 2.187.612 nel 1901, di cui 1.883.038 indù (86%), 170.316 animisti (8%), 103.430 musulmani (4%) e 30.129 janisti (1%). Nel 1901 la residenza copriva un'area di 46170 km² di cui 44100 km² appartenevano allo Stato di Gwalior. La densità della popolazione era di 123 persone per chilometro quadrato. Al 1931 la popolazione della Residenza aveva sfiorato i 3.500.000 di abitanti.
La residenza comprendeva un totale di 6820 villaggi e 16 città nel 1901: Lashkar, Morar, Gwalior, Guna, Bhind, Bhilsa, Narwar, Ujjain e Chanderi. Bhilsa, Morena, Ujjain e Guna erano centri fondamentali per la vendita del grano, mentre Chanderi era nota per la manifattura dei vestiti.

## Storia
Dopo il Trattato di Salbai che venne concluso nel 1782 tra gli inglesi ed il maratha Mahadji Sindhia di Gwalior, David Anderson, che contribuì alla stesura della bozza del trattato, venne nominato residente presso la corte di Gwalior. La corte rimase un campo militare in continuo movimento sino al 1810 quando il successore di Mahadji, Daulat Rao Sindhia, fissò il proprio quartier generale permanente presso la fortezza di Gwalior. Daulat Rao Sindhia venne costretto a siglare un trattato di alleanza sussidiaria col governo dell'India britannica nel 1817 a conclusione della Terza guerra anglo-maratha. La Residenza di Gwalior rispondeva direttamente al governatore generale dell'India sino al 1854, quando la Residenza venne posta sotto l'autorità dell'Agenzia dell'India Centrale. La fortezza di Gwalior venne catturata dai ribelli durante i moti del 1857 e poi ricatturata dalle truppe inglesi nel 1858, le quali la occuparono stabilmente sino al 1886. Nel 1860 gli stati più piccoli passarono ad una carica separata con sede a Guṇa. Questa risistemazione venne abolita nel 1896, quando questi stati vennero nuovamente posti sotto l'autorità del residente locale, mentre l'ufficiale di Guna continuò ex officio a svolgere l'attività di assistente del Residente, con poteri estremamente limitati. Nel 1888 lo stato di Khaniadhana venne trasferito dall'Agenzia del Bundelkhand al residente di Gwalior, e nel 1895 i distretti di Bhilsa e Isagarh dello stato di Gwalior vennero trasferiti dall'Agenzia di Bhopal alla residenza di Gwalior. Nel 1921 la Residenza di Gwalior venne separata dall'Agenzia dell'India Centrale, ed il residente nuovamente riprese a rispondere al Governatore Generale dell'India. Nel 1936 gli stati principeschi di Benares e Rampur, che in precedenza erano stati posti sotto l'autorità delle Province Unite, passarono sotto quella del residente di Gwalior.
Il residente, come ufficiale accreditato presso il regnante di Gwalior, svolgeva anche da canale di comunicazione tra quest'ultimo e tutti gli organi governativi a lui afferenti, come gli agenti di Malwa e Bhopawar, dove vi erano delle porzioni isolate ascrivibili al dominio dello stato di Gwalior.
Il quartier generale era posto nell'area nota come The Residency, una porzione di terra di circa 3 km² situata presso Morar, a circa 6 km ad est del forte di Gwalior. L'area era amministrata direttamente dal residente ed includeva tre villaggi. Nel 1901 la popolazione della Residency era di 1 391 abitanti. La Great Indian Peninsula Railroad e la Gwalior Light Railways oltre alle tratte ferroviarie Agra-Bombay e Bhind-Jhansi attraversavano questa zona.
La residenza di Gwalior venne abolita con l'indipendenza indiana il 15 agosto 1947 e gran parte degli stati dell'ex residenza di Gwalior vennero incorporati nel nuovo stato indiano di Madhya Bharat, con Rampur e Benares che passarono invece all'Uttar Pradesh. Madhya Bharat venne poi unito allo stato di Madhya Pradesh il 1 novembre 1956.

## Stati principeschi
La residenza di Gwalior comprendeva diversi stati principeschi.
Salute states, in ordine di precedenza:
- Gwalior, titolo di Maharaja Scindia, saluto ereditario con 21 colpi di cannone a salve
- Rampur, titolo di Nawab; saluto ereditario con 15 colpi di cannone a salve
- Benares (Ramnagar), titolo di Maharaja, saluto ereditario con 13 colpi di cannone a salve (15 locali)

Non-salute states (in ordine alfabetico) :
- Bhadaura
- Garha
- Khaniadhana
- Paron
- Raghugarh
- Umri

Si contavano inoltre stati minori amministrati da thakurs o diwans:
- Agra Barkhera.
- Kathaun
- Khiaoda
- Sangul Wardha
- Sirsi